# Barijev klorat
Barijev klorat, Ba(ClO3)2, bijela je kristalna krutina. On je iritans i ako bi se progutao može izazvati mučninu, povraćanje i dijareju. Koristi se u pirotehnici za dobivanje zelene boje.

## Sinteza
Barijev klorat može se dobiti pomoću reakcije dvostruke izmjene između barijevog klorida i natrijevog klorata.
BaCl2 + 2NaClO3 → Ba(ClO3)2 + 2NaCl
Može se dobiti i pomoću sljedećih kompliciranijih procesa:
1. BaCl2 + Na2CO3 → BaCO3 + 2 NaCl

ili

BaCl2 + 2 NaHCO3 → BaCO3 + 2 NaCl + H2O + CO2

U ovom koraku proizveden je barijev karbonat koji će se koristiti kasnije.
2. C4H6O6 + NH4OH →  NH4C4H5O6 + H2O
U ovom koraku dobiven je amonijev bitartarat.
3. NH4C4H5O6 + KClO3 → KC4H5O6 + NH4ClO3
U ovom koraku amonijev bitartarat se dodaje kalijevom kloratu i dobivaju se kalijev bitartarat i amonijev klorat.
4. 2 NH4ClO3 + BaCO3 → Ba(ClO3)2 + 2 NH3 + H2O + CO2
U ovom koraku amonijev klorat je dodan barijevom karbonatu i smjesa je grijana do vrenja, pri čemu se dobiva barijev klorat.